# Felix Sobolev
Felix Mikhailovich Sobolev (1931–1984) foi um documentarista ucraniano soviético, fundador e líder da Escola de Cinema Científico de Kiev. Ele recebeu inúmeras honras pelos seus trabalhos, incluindo Artista Homenageado da RSS da Ucrânia, o Prémio MV Lomonosov da Academia de Ciências da União Soviética e o Prémio do Estado da URSS.

## Biografia
Felix Sobolev nasceu a 25 de Julho de 1931 em Kharkiv, na RSS da Ucrânia. Ele matriculou-se no Universidade Nacional de Kiev de Teatro, Cinema e Televisão e formou-se no programa de actuação em 1953 e no programa de direcção em 1959.
Em 1959 Sobolev começou a trabalhar para o Kievnauchfilm, um estúdio de cinema estatal em Kiev. Em 1973, tornou-se director artístico do estúdio de cinema científico da sua alma mater.
Ele foi um membro da União de Cinematógrafos da URSS a partir de 1956.
Sobolev faleceu no dia 20 de Abril de 1984, em Kiev. Ele foi enterrado no cemitério da cidade de Berkivtsi.